# Molophilus parvistylus
Molophilus parvistylus är en tvåvingeart som beskrevs av Alexander 1927. Molophilus parvistylus ingår i släktet Molophilus och familjen småharkrankar. Inga underarter finns listade i Catalogue of Life.